# Hyalinetta circumflexaria
Hyalinetta circumflexaria är en fjärilsart som beskrevs av George Francis Hampson 1907. Hyalinetta circumflexaria ingår i släktet Hyalinetta och familjen mätare. Inga underarter finns listade i Catalogue of Life.